# Stenomicra delicata
Stenomicra delicata is een vliegensoort uit de familie van de Periscelididae. De wetenschappelijke naam van de soort is voor het eerst geldig gepubliceerd in 1944 door Collin.